# ダーク・ウィングス・オブ・スティール
『ダーク・ウィングス・オブ・スティール』(Dark Wings of Steel)は、2013年12月22日にAFMレコードから発売されたラプソディー・オブ・ファイアの9thアルバムである。

## 収録曲
1. ヴィス・ディヴィーナ - Vis Divina
2. ライジング・フロム・トラジック・フレイムス - Rising From Tragic Flames
3. エンジェル・オブ・ライト - Angel of Light
4. ティアーズ・オブ・ペイン - Tears of Pain
5. フライ・トゥ・クリスタル・スカイズ - Fly to Crystal Skies
6. マイ・サクリファイス - My Sacrifice
7. シルヴァー・レイク・オブ・ティアーズ - Silver Lake of Tears
8. 平和の光 - Custode di Pace
9. ア・テイル・オブ・マジック - A Tale of Magic
10. ダーク・ウィングス・オブ・スティール - Dark Wings of Steel
11. サッド・ミスティック・ムーン - Sad Mystic Moon
12. 貴方に届けたい (平和の光 フランス語ヴァージョン) - Voler Vers Toi※

※日本盤ボーナス・トラック
※海外限定盤
1. A Candle to Light

## メンバー
- Fabio Lione - vocals
- Roberto De Micheli - guitars
- Alex Staropoli - keyboards
- Oliver Holzwarth - bass
- Alex Holzwarth - drums